# Deltaville (Virginie)
Deltaville est une census-designated place située dans le comté de Middlesex, dans l’État de Virginie, aux États-Unis. Lors du recensement de 2020, elle comptait 1 057 habitants.